# Yeldos Smetov
Yeldos Smetov (n. 9 septembrie 1992, Djambul, Kazahstan) este un judocan ce a reprezentat Kazahstan, medaliat olimpic. A participat la 2 ediții ale Jocurilor Olimpice (2016, 2020) în care a câștigat o medalie de argint.